# 小兔袋鼠
小兔袋鼠（Lagorchestes asomatus），又名小兔䶈，是澳洲中部已滅絕的袋鼠。對牠們所知甚少。
小兔袋鼠只有1932年在北領地馬開湖附近捉到的一隻，現只保有牠的頭顱骨。牠們相信是棲息在沙漠的沙丘上。